# Caramanico Terme
Caramanico Terme es una localidad italiana de 2.066 habitantes en la provincia de Pescara. Forma parte de la Comunità Montana della Maiella e del Morrone, de la que es sede.

## Geografía

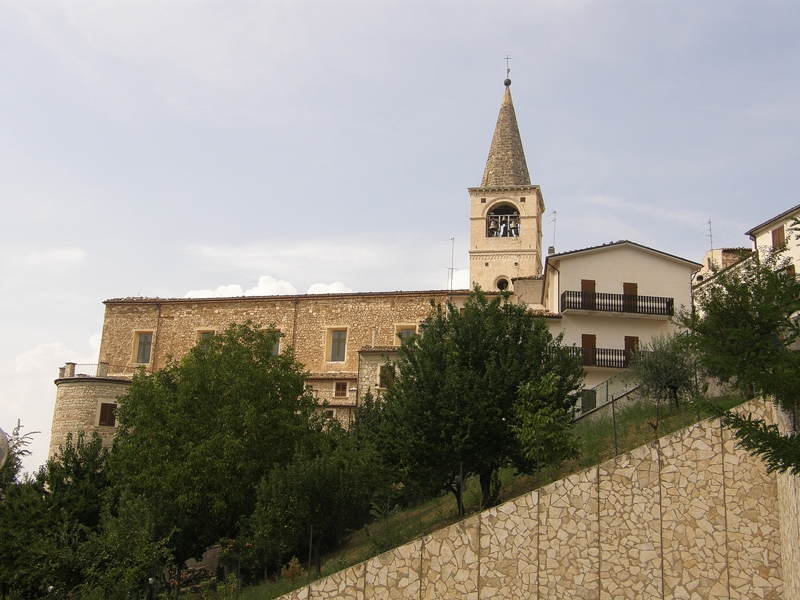
Santa Maria Maggiore

Situado en las faldas del macizo de la Majella, su territorio se extiende entre los valles del río Orta y su afluente Orfento.

## Evolución demográfica
| Gráfica de evolución demográfica de Caramanico Terme entre 1861 y 2001 |
|                                                                        |
| Fuente ISTAT - elaboración gráfica de Wikipedia                        |